# Ty Tabor
Ty Tabor est le guitariste et, avec Doug Pinnick, le co-auteur-compositeur-interprète du groupe de hard rock King's X. Il joue aussi dans The Jelly Jam avec Rod Morgenstein et John Myung et Platypus.

## Discographie solo
- 1997 : Naomi's Solar Pumpkin (album)
- 1998 : In the New Age (album)
- 2002 : Safety (album)
- 2006 : Tacklebox (A 2-disc collection of demo recordings with 3 previously unreleased songs)
- 2006 : Rock Garden (album)
- 2008 : Balance (album)
- 2010 : Something's Coming
- 2010 : Trip Magnet (en)
- 2013 : Nobody Wins When Nobody Plays (en)
- 2018 : Alien Bean (album)
- 2020 : Angry Monk (album)
- 2022 : Shades (album)

## Discographie avec The Jelly Jam
- 2002 : The Jelly Jam (album)
- 2004 : 2 (album)
- 2011 : Shall We Descend (album)
- 2016 : Profit

## Discographie avec Jughead
- 2002 : Jughead (album)

## Discographie avec Platypus
- 1998 : When Pus Comes to Shove (album)
- 2000 : Ice Cycles
- 2015 : Drone

## Discographie avec Xenuphobe
- 2006 : 1.0 An Aural Journey (album)
- 2007 : 2.0 Electrolux

## Discographie avec The Jibbs
- 2008 : Burns In The Rain (single)